# 羅伊·麥克羅伊
羅伊·麥克羅伊（Rory McIlroy，1989年5月4日—，台灣媒體多稱其為小麥）是北愛爾蘭的高爾夫球職業選手，曾拿下2011年美國公開賽、2012年PGA錦標賽、2014年英國公開賽三項大滿貫冠軍，成為首位贏得三項不同的大滿貫賽冠軍的歐洲高球選手，同時他也成為歷史上第三位在25歲前便贏得三個大滿貫冠軍的男子選手（另兩位是傑克·尼克勞斯和老虎伍茲）。他在2025年獲得美國名人賽冠軍，實現全滿貫。
他在2011年便以22歲之姿成為史上最年輕的選手在歐巡賽獲得之獎金達到1000萬歐元；2012年他成為在PGA巡迴賽獲得獎金達到1000萬美元最年輕的選手。運動雜誌《SportsPro》將麥克羅伊排在最具商業市場的運動員中排名第二。2013年1月14日，NIKE與麥克羅伊簽下高額合約，初期傳言高達10年/2.5億美元，目前較可信者為10年/1億美元。

## 生平

### 家庭
麥克羅伊是家中獨生子，家庭信奉羅馬天主教，其父會打高爾夫球，因此在麥克羅伊很年幼便顯現對高球的興趣時，是其父教導訓練麥克羅伊的技術。

### 私人生活
麥克羅伊是愛爾蘭聯合國兒童基金會的大使，並在2011年與基金會首度前往海地。
麥克羅伊自2011年起和前世界排名第一的丹麥網球選手卡洛琳·瓦芝妮雅琪交往。2013年12月31日他宣布與瓦芝妮雅琪訂婚，並在推特上貼了自己與瓦芝妮雅琪的合照，以及瓦芝妮雅琪左手無名指戴鑽石戒指的照片。不過他在同年5月21日宣布婚事取消，兩人正式分手。2017年，麥克羅與艾莉卡·斯托爾（Erica Stoll）結婚。他們的女兒波比·甘迺迪（Poppy Kennedy）在2020年出世。
他是英格蘭足球超級聯賽中曼聯的球迷。